# Wijken en buurten in De Ronde Venen
De Nederlandse gemeente De Ronde Venen is voor statistische doeleinden onderverdeeld in wijken en buurten. De gemeente is verdeeld in de volgende statistische wijken:
- Wijk 00 Mijdrecht (CBS-wijkcode:073600)
- Wijk 01 Gebied bij Uithoorn (CBS-wijkcode:073601)
- Wijk 02 Vinkeveen (CBS-wijkcode:073602)
- Wijk 03 Wilnis (CBS-wijkcode:073603)

Een statistische wijk kan bestaan uit meerdere buurten. Onderstaande tabel geeft de buurtindeling met kentallen volgens het Centraal Bureau voor de Statistiek (2008):
| CBS-buurtcode | Buurtnaam                                      | Inwonertal | Opp. totaal (ha) | Opp. land (ha) | Ligging                |
| ------------- | ---------------------------------------------- | ---------- | ---------------- | -------------- | ---------------------- |
| BU07360000    | Mijdrecht                                      | 15920      | 542              | 532            | Locatie in de gemeente |
| BU07360001    | Verspreide huizen 1e 2e 3e Bedijking           | 730        | 1339             | 1319           | Locatie in de gemeente |
| BU07360003    | Kromme Mijdrecht en De Hoef                    | 950        | 537              | 463            | Locatie in de gemeente |
| BU07360004    | Vrouwenakker (gedeeltelijk) en Blokland        | 40         | 56               | 49             | Locatie in de gemeente |
| BU07360100    | Mennonietenbuurt                               | 460        | 30               | 25             | Locatie in de gemeente |
| BU07360101    | Amstelhoek en Amstelkade                       | 520        | 62               | 48             | Locatie in de gemeente |
| BU07360200    | Vinkeveen                                      | 2330       | 147              | 114            | Locatie in de gemeente |
| BU07360201    | Zuiderwaart                                    | 1980       | 59               | 59             | Locatie in de gemeente |
| BU07360202    | Baambrugse Zuwe                                | 520        | 88               | 36             | Locatie in de gemeente |
| BU07360203    | Groenlandsekade en Vinkenkade                  | 710        | 114              | 81             | Locatie in de gemeente |
| BU07360204    | Nessersluis                                    | 100        | 41               | 34             | Locatie in de gemeente |
| BU07360207    | Westerheul                                     | 2340       | 34               | 32             | Locatie in de gemeente |
| BU07360208    | Verspreide huizen Groot-Mijdrecht Waverveen    | 890        | 1496             | 1462           | Locatie in de gemeente |
| BU07360209    | Demmerik en Plassen                            | 490        | 1813             | 799            | Locatie in de gemeente |
| BU07360300    | Wilnis                                         | 5130       | 183              | 173            | Locatie in de gemeente |
| BU07360308    | Verspreide huizen in de polder Groot-Mijdrecht | 890        | 297              | 292            | Locatie in de gemeente |
| BU07360309    | Overige verspreide huizen                      | 560        | 1642             | 1537           | Locatie in de gemeente |